# P’yŏngan-pukto
P’yŏngan-pukto (Nord-P’yŏngan) ist eine Provinz in Nordkorea. Sie entstand 1896 als Folge der Teilung der Provinz P’yŏngan-do in P’yŏngan-pukto und P’yŏngan-namdo. 1949 wurde die Provinz Chagang-do abgespalten. Die Hauptstadt der Provinz ist Sinŭiju-shi.

## Geographie
Die Provinz grenzt im Südwesten an das Gelbe Meer, im Nordwesten an die Volksrepublik China und Besondere Verwaltungsregion Sinŭiju, im Nordosten an Chagang-do und im Südosten an P’yŏngan-namdo.

## Verwaltungsgliederung
Die Provinz P’yŏngan-pukto gliedert sich in drei Städte und 22 Landkreise. 2002 trennte man Teile der Stadt Sinŭiju und Teile der Landkreise Ch’ŏlsan, Ŭichu und Yŏmchu von der Provinz ab und bildete daraus die Besondere Verwaltungsregion Sinŭiju.

### Städte
- Chŏngju-shi (정주시; 定州市)
- Kusŏng-shi (구성시; 龜城市)
- Sinŭiju-shi (신의주시; 新義州市)

### Landkreise
- Ch’angsŏng-gun (창성군; 昌城郡)
- Ch’ŏlsan-gun (철산군; 鐵山郡)
- Ch’ŏnma-gun (천마군; 天摩郡)
- Hyangsan-gun (향산군; 香山郡)
- Kujang-gun (구장군; 球場郡)
- Kwaksan-gun (곽산군; 郭山郡)
- Nyŏngbyŏn-gun (녕변군; 寧邊郡)
- Pakch’ŏn-gun (박천군; 博川郡)
- P’ihyŏn-gun (피현군; 枇峴郡)
- Pyŏktong-gun (벽동군; 碧潼郡)
- Ryongch’ŏn-gun (룡천군; 龍川郡)
- Sakchu-gun (삭주군; 朔州郡)
- Sindo-gun (신도군; 薪島郡)
- Sŏnch’ŏn-gun (선천군; 宣川郡)
- T’aech’ŏn-gun (태천군; 泰川郡)
- Taegwan-gun (대관군; 大館郡)
- Tongch’ang-gun (동창군; 東倉郡)
- Tongrim-gun (동림군; 東林郡)
- Ŭiju-gun (의주군; 義州郡)
- Unjŏn-gun (운전군; 雲田郡)
- Unsan-gun (운산군; 雲山郡)
- Yŏmju-gun (염주군; 鹽州郡)

Koordinaten: 40° 6′ N, 124° 36′ O